# 융커 위원회
융커 위원회(Juncker Commission)는 장클로드 융커를 위원장으로 하는 유럽 위원회이다.
융커 위원회는 2014년 11월 1일부터 2019년 11월 30일까지 유럽연합 집행위원회였다. 2014년 7월 융커는 그 해 두 번째 5년 임기를 마친 호세 마누엘 바로소(José Manuel Barroso)의 뒤를 이어 공식적으로 선출되었다.